# Aents
Los aents son una etnia de la amazonía peruana que habitan las riveras de los ríos Huasaga, Morona y Pastaza, en la región Loreto; aunque se autodenominan aents, se les conoce también como achual y hablan el idioma achuar que forma parte de las lenguas jibaroanas.

## Historia
La historia de los aents o achual está vinculada a la de los conjuntos jíbaros. Estos grupos jíbaros se organizaron en el pasado para resistir la dominación occidental (jíbaros y awajún).
Se documentan contactos con estos grupos incluso desde épocas incas. Bajo el gobierno del Inca Yupanqui se realizaron dos expediciones hacia el territorio jíbaro. Luego Atahualpa, tras de vencer a su hermano Huascar, realiza una incursión más. 
Los españoles ingresan por primera vez a territorios jíbaros en 1540. En 1542 los españoles conquistan a los bracamoros y en 1549 incursionan fundando Logroño y Sevilla de Oro. En 1557 ingresan a territorio jíbaro fundando Santiago de las Montañas provocando la reacción jíbara ante estos avances en 1559. Debido a esto los tsumunu, shuara y los achuar reúnen 20 000 guerreros, destruyendo todas las ciudades fundadas por los españoles en sus territorios.
Fue el sacerdote Lucero quien incursionó luego de varios años, en 1682, sin armamento ni soldados para fundar la misión de Naranjo de Jíbaros, esto en el río Santiago. Dicha misión se trasladó hacia donde en 1549 quedaba Logroño.
Nuevamente el sacerdote Camacho ingresa a territorio jíbaro en 1767, a la manera del padre Lucero, lo hizo sin armamento pero acompañado de grupos muratos y aandoshis. Este misionero logra trasladar un grupo de 130 jíbaros hacia la reducción de Nuestra Señora de los Dolores de Muratos en el río Pastaza. En ese mismo año se inicia la reducción del Sagrado Corazón de Jesús de los Jíbaros.
Tras la expulsión de los jesuitas se inicia un relativo aislamiento de los grupos jíbaros, incluyendo los aents, hasta que en 1868 el estado peruano proclama la libre navegación por los ríos del territorio nacional.
Durante la fiebre del caucho los patrones caucheros no se atrevieron a entrar en sus territorios, por lo cual llegaron a un acuerdo de intercambio del caucho por herramientas de trabajo, escopetas y telas, estos intercambios no se hicieron dentro de territorio aents, sino en lugares alejados de todo grupo jíbaro.
Con el fin de la fiebre del caucho los aents se dedican a la recolección e intercambio comercial de la balata (Manilkara bidentata) y la leche caspi (Couma macrocarpa). Sin embargo hacia 1950 un grupo de patrones se habían instalado en el territorio aents controlando la extracción de madera, pieles, carne de monte y pescado.
En 1964 los misioneros del Instituto Lingüístico de Verano inician trabajos con los aents, esto concentró a grandes grupos en asentamientos que luego de 18 años se disolvieron dispersándose nuevamente.
En la década de los 70, la construcción del oleoducto norperuano y la exploración petrolera en territorio jíbaro causaron impacto sobre su sociedad. En la década siguiente los madereros recibieron concesiones forestales en territorio aents, siendo algunos grupos expulsados por la fuerza.

## Organización
Las aldeas son unidades que siguen el parentesco agnaticio, esto es de carácter paternalicio, así la familia entera está unida a través del padre (incluso la madre tiene la categoría de hermana de sus hijos puesto que se une a ellos a través de ellos).
Generalmente se norma la poliginia en matrimonios sororales, siendo la residencia postmatrimonial de carácter patrilocal. La poliginia no es exclusiva de los jefes pero es menos común en los miembros de inferior rango.
El levirato, o matrimonio de la mujer con su cuñado a la muerte del esposo es una institución de importancia dentro de los aents o achual; esta práctica también es fuente de conflictos.
También existen normas de matrimonio exogámico con carácter político.